# Нятко Поліна Мусіївна
Полі́на Мусі́ївна Омельченко, в шлюбі Таба́чникова-Нятко́ (8 (21) жовтня 1900, с. Карабачин — 12 жовтня 1994, м. Київ) — українська радянська акторка, режисерка і театральна педагог. Двічі лауреатка Державної премії СРСР (1948, 1951). Народна артистка УРСР (1951).

## Життєпис
Народилася Поліна Омельченко (Нятко — акторський псевдонім) 8 (21 жовтня) 1900 року в селі Карабачині (нині Брусилівського району Житомирської області. З дитячих років захоплювалася поезією, особливо любила читати твори Тараса Шевченка. 1916 року вступила до театральної школи Миколи Лисенка у Києві, яку закінчила 1918 року. Її першими вчителями були Марія Старицька, Іван Мар'яненко. Брала участь в студійних заняттях в малому театрі ім. Івана Франка.
У період 1918—1920 роки працювала у «Молодому театрі». У 1920—1921 — у «Центростудії» (м. Київ), у 1921—1922 — у Київському шостому районному театрі ім. Лесі Українки, в 1923—1924 — у театрі «Березіль», театрах Одеси (зокрема — в пересувному робітничо-селянському театрі), Дніпропетровська, Донецька, з 1940-го — постійно у Київському українському драматичному театрі ім. Івана Франка.
З 1921 року викладала у драматичних студіях при різних театрах, з 1940 по 1960-ті — у Київському інституті театрального мистецтва ім. Івана Карпенка-Карого. Серед учнів: Ольга Кусенко, Ада Роговцева, Еліна Бистрицька, Юрій Тимошенко, Юхим Березін, Олександр Кузьменко.

Могила Поліни Нятко та її чоловіка Ісая Табачникова

Жила в Києві. Померла на 94-му році життя 12 жовтня 1994 року. Похована разом з родиною на Байковому кладовищі (ділянка № 33, 50°25′3.43″ пн. ш. 30°30′3.16″ сх. д. / 50.4176194° пн. ш. 30.5008778° сх. д.).

### Родина
Була одружена з філософом, літературознавцем Ісаєм Табачниковим (1904—1983), виховали доньку. Сестра акторки Віри Данилевич.

## Творчість
За роки театральної діяльності Поліна Нятко виконала багато ролей, що увійшли в золотий фонд української радянської культури. Створені акторкою образи: Беатріче у комедії «Багато галасу з нічого» Шекспіра, Мавки в «Лісовій пісні» Лесі Українки, Катерини в п'єсі «В степах України», Марії Смереки в «Макарі Діброві», Аги Щуки в «Калиновій рощі» Олександра Корнійчука.
Окрім театру, Поліна Нятко активно працювала й у кіно, на радіо та телебаченні. Примітний внесок Нятко у справі популяризації творчої спадщини Тараса Шевченка, художнім читанням поезій якого вона віддала понад шість десятиліть.
Ролі в поемі «Гайдамаки» (театр «Березіль»), у кінофільмах «Коліївщина» і «Прометей» за творами Тараса Шевченка.
Також знялася в ряді кінокартин: «Позбавлені дня» («Без сонця») (1927, ВУФКУ), «Шельменко-денщик» (1957), «Поема про море» (1958), «Роки дівочі» (1961), «Зелена гілка травня» (1961), «Дипломати мимоволі» (1978), «Смужка нескошених диких квітів» (1979) та ін.

## Творчий доробок

### Ролі у театрі
- 1920 — Матюша в «Суєті» І. Карпенка-Карого.
- 1920 — Альошка в «На дні» Максима Горького.
- 1921, 1924, 1928-1930 — Мавка в «Лісовій пісні» Л. Українки.
- 1921 — Аврелія в «Адвокат Мартіян» Л. Українки.
- 1922 — Юдіфь в «Урієль Акоста» К. Гуцкова.
- 1923 — Леді Макдуф в «Магбеті» В. Шекспіра.
- 1923 — Мабель Сміт в «Джиммі Хіггінс» Е. Сінклера.
- 1924 — Оксана в «Гайдамаках» Т. Шевченко.
- 1925, 1930 — Мірандоліна в «Господині заїзду» К. Гольдоні.
- 1925 — Лизька в «97» М. Куліша.
- 1926 — Камеристка Рірет в «Полум'ярі» А. Луначарського.
- 1926 — Гледі в «Композиторі Неїль» Д. Кауфмана і Ю. Бейля.
- 1926 — Геська в «Моралі пані Дульської» Г. Запольської.
- 1926 — Студистка Проня в «Коронному злодії» Г. Бергстедта.
- 1926 — Варя — «Мандат» М. Ердмана.
- 1926 — Авантюристка Орнелла в «Чуді святого Йоргена» Г. Бергстедта.
- 1926 — Студістка Єфрозія — «За двома зайцями» М. Старицького.
- 1928 — Ріта — «Любов і дим» І. Дніпровського.
- 1928 — Анархістка Фенька «Республіка на колесах» («Бузанівська республіка») Я. Мамонтова.
- 1928 — Марусечка в «Заході» І. Бабеля.
- 1928 — Таня в «Яблуневому полоні» І. Дніпровського.
- 1928 — Рина в «Мині Мазайло» М. Куліша.
- 1928 — Марина Мнішек в «Митька на царстві» К. Ліпськерова.
- 1929 — Дора Бриліант в «Напередодні» С. Бондарчука.
- 1929 — Оксана Небаба в «Диктатурі» І. Микитенка.
- 1930 — Котька в «Кадрах» І. Микитенка.
- 1930 — Лола в «Невідомих солдатах» Л. Первомайського.
- 1932 — Панночка в «Абатах та вільможах» Ф. Вальтера.
- 1932 — Рива в «Містечко Ладеню» Л. Первомайського.
- 1932 — Бетонярка Маша Шепіга в «Дівчата нашої країни» І. Микитенка.
- 1932 — Пані Зося в «Сава Чалий» М. Старицького.
- 1933 — Беатріче в «Слузі двом панам» К. Гольдоні.
- 1933 — Катаріна в «Приборканні непокірної» В. Шекспіра.
- 1933 — Марія Антонівна в «Ревізорі» М. Гоголя
- 1933 — Улька в «Бастілії Божої матері» І. Микитенка.
- 1933, 1941 — Беатріче в «Слуга двом панам» К. Гольдоні.
- 1938 — Катерина в «Грозі» О. Островського.
- 1938 — Наташа в «Суєті» І. Карпенка-Карого.
- 1939 — Лариса в «Безприданниці» О. Островського.
- 1940 — Катерина Бунчук в «Степах України» О. Корнійчука.
- 1941 — Варвара в «Страшному суді» В. Шкваркіна.
- 1943 — Шура в «Російських людях» К. Симонова.
- 1943 — Варка в «Безталанної» І. Карпенка-Карого.
- 1944 — Марина Гордієнко в «Приїздіть у Дзвонкове» О. Корнійчука.
- 1947 — Стара негритянка в «Глибоких коріннях» Д. Гоу та А. Юссо.
- 1948 — Кручиніна в «Без вини винні» О. Островського.
- 1948 — Гурмижська в «Лісі» О. Островського.
- 1948 — Марія Смерека в «Макарі Діброві» О. Корнійчука.
- 1948 — Місіс Даджен в «Учні диявола» Б. Шоу.
- 1949 — Христина Падера в «Змові приречених» М. Вірти.
- 1949 — Олександра Олексіївна в «Професорі Буйко» Я. Баша.
- 1949 — Марія в «Дванадцятій ночі» В. Шекспіра.
- 1950 — Ага Щука в «Калиновому гаї» О. Корнійчука.
- 1950 — Федора — «Завтра вранці» О. Ільченка.
- 1951 — Дунька в «Любові Яровій» К. Треньова.
- 1952 — Пошльопкіна в «Ревізорі» М. Гоголя.
- 1952 — Меланія в «Єгорі Буличьові» М. Горького.
- 1952 — Тітка Настя в «Дніпрових зорях» Я. Баша.
- 1953 — Діана (Домаха) — «Не називаючи прізвищ» В. Минка.
- 1955 — Парторг колгоспу Одарка Іванівна — «Мовчати заборонено» В. Минка.
- 1956 — Карпухіна — «Дядечків сон» Ф. Достоєвського.
- 1957 — Баба Мамаїха в «Думі про Британку» Ю. Яновського.
- 1958 — Гордиля в «Лихій долі» М. Старицького.
- 1958 — Хівря — «На хуторі біля Диканьки» В. Минка.
- 1959 — Ганна Петрівна — «Не судилось» М. Старицького.
- 1960 — Горпина Іванівна в «Дівачій долі» Л. Дмитерка.
- 1961 — Леді Патерсон в «Острові Афродіти» А. Парніса.
- 1962 — Марія Крюкова в «Грі без правил» Л. Шайніна.
- 1962 — Мадам Журден в «Міщанині — шляхтичі» Б. Мольєра.

### Фільмографія
- 1927 — Позбавлені дня («Без сонця») — Мілка
- 1931 — Коліївщина — Оксана
- 1936 — Прометей — Катерина
- 1953 — Калиновий гай — Ага Олександрівна Щука
- 1955 — Одного чудового дня — мати Катерини Воропай
- 1956 — Суєта — Паша
- 1957 — Борець і клоун — мати Івана Піддубного
- 1957 — Шельменко-денщик — Аграфена Семенівна
- 1958 — Поема про море — заступник міністра
- 1958 — Сашко — Вовчинська
- 1961 — Роки дівочі
- 1961 — Зелена гілка травня
- 1961 — Радість моя
- 1977 — Дипломати мимоволі — Євдокія Іванівна
- 1979 — Смужка нескошених диких квітів — Анна Остапівна

## Відзнаки
- В 1951 році за заслуги в розвитку театрального мистецтва П. М. Нятко було удостоєно звання народної артистки УРСР.
- Двічі лауреатка Державної премії СРСР (1948, 1951).